# Нуэво-Морелос
Нуэво-Морелос (исп. Nuevo Morelos) — посёлок в Мексике, штат Тамаулипас, административный центр одноимённого муниципалитета. Численность населения, по данным переписи 2010 года, составила 2234 человека.

## История
Посёлок был основан 19 октября 1860 года на берегу реки Месильяс.